# Jeu du tigre
Le Jeu du tigre (chinois simplifié : 老虎棋, pinyin lǎohǔ qí) est un jeu de société populaire chinois. C'est un jeu de stratégie où deux joueurs s'affrontent, un joueur joue « le tigre » (il n'a qu'un seul pion), l'autre joue « les hommes » (il a 18 pions). Le tigre doit manger les hommes, ces derniers doivent bloquer le tigre de manière qu'il ne puisse plus bouger. On peut jouer avec n'importe quels pions, du moment qu'on peut différencier les deux camps. Le tablier fait 8 × 8 cases, avec en plus un carré de 2 × 2 cases (appelé la tanière du tigre).

## Règle du jeu
« Les hommes » ne peuvent pas prendre. « Le tigre » en sautant par-dessus un pion « homme », peut le prendre, celui-ci est alors retiré du jeu. Les hommes doivent donc rester groupés 2 par 2, pour bloquer le tigre. En règle générale, si le tigre mange plus de 3 pions, il apparaît que les hommes n'auront pas assez de pions pour gagner. Mais si les hommes ne font pas d'erreur, en se déplaçant précautionneusement, leur victoire est assurée.